# Beim nächsten Mann wird alles anders
Beim nächsten Mann wird alles anders ist ein satirischer Roman von Eva Heller aus dem Jahr 1987, der monatelang die Bestseller-Listen in Deutschland anführte.

## Inhalt
Die Studentin Constanze Wechselburger trennt sich von ihrem Freund, dem Assistenzarzt Albert. Er ist geizig und nach ihrer Ansicht absolut beziehungsunfähig. Bei der Suche nach „dem nächsten Mann, bei dem alles anders wird“, wendet sie sich ihrem Dozenten Gottfried Schachtschnabel zu. Dieser steht jedoch unter dem großen Einfluss seiner bereits getrennt lebenden Gattin. Diese verdirbt Constanze mehrfach die Pirsch. Auch mehrere von Constanzes Freundinnen sind oder waren ebenfalls auf der Suche nach „dem Richtigen“, was zu zahlreichen Verwicklungen und Eifersüchteleien führt.

## Personen
Mehrere Personen stellen – gewollt – Klischees und Karikaturen ihrer selbst dar, z. B.
- die emanzipierte Studentin, die doch nur eine ganz normale Frau ist
- der Dozent, der allzu schlaue Reden führt und als Marxist einen Mercedes fährt
- der Exfreund, dessen neue Freundin eine besonders schlechte Wahl war
- der Notnagel-Freund, fürs Bett und nichts anderes
- das Mauerblümchen, das von der besten Freundin zum Männerfang vergattert wird
- die zeitweilige Nebenbuhlerin/eifersüchtige Exgattin oder auch
- ein Gastwirt als Beichtvater.

## Form
Ich-Erzählerin ist die Studentin Constanze Wechselburger. Der Stil des Romans beruht vorwiegend auf Ironie und Distanz: Eva Heller karikiert die Worthülsen, Lebensmuster und gedanklichen Stereotype der alternativen Studentenszene und der Yuppies in den 1980ern.

## Rezeption
Bis 1989 sollen eine Million Bücher des Romanes gedruckt worden sein. Volker Hage von der Wochenzeitschrift Die Zeit hielt das Buch für „gescheit und witzig erzählt“ und stellte fest, es stecke „voller Boshaftigkeit“- Der Spiegel schrieb, Eva Heller habe mit dem Buch bewiesen, „dass sich über Beziehungsknatsch ironisch und unterhaltsam schreiben“ lasse.

## Verfilmung
Das Buch wurde 1988 von Regisseur Xaver Schwarzenberger verfilmt. Die Hauptrollen spielten Antje Schmidt, Dominic Raacke und Volkert Kraeft. Im Gegensatz zum Buch lebt der Film auch vom West-Berliner Lokalkolorit und spinnt einige Handlungsfäden etwas weiter.
Da Constanze Wechselburger Filmwissenschaften studiert, werden in der Verfilmung nachgestellte Liebesszenen berühmter Filme, wie Casablanca oder Vom Winde verweht karikierend eingefügt. Diese kommen im Buch nicht vor.

## Ausgaben
- Eva Heller: Beim nächsten Mann wird alles anders. Roman. In: Frau und Gesellschaft. Fischer Taschenbuch 3787, Frankfurt am Main 1987, ISBN 3-596-23787-4.
  - Eva Heller: Beim nächsten Mann wird alles anders. Limitierte Jubiläumsedition. Fischer-Taschenbuch 50516, Frankfurt am Main 2002, ISBN 3-596-50516-X.
  - Eva Heller: Beim nächsten Mann wird alles anders. Bild-Bestsellerbibliothek. Band 13. Weltbild, Augsburg 2005, ISBN 3-89897-112-0 (Lizenz des C. Fischer-Verlags, Frankfurt am Main).
  - Eva Heller: Beim nächsten Mann wird alles anders. Roman. Neuausgabe im Tredition Verlag, Hamburg 2018, erstmals auch als e.Book, ISBN 978-3-7469-0972-1